# K.G. Johansson
KG Johansson, född den 7 mars 1952 i Glommersträsks kyrkobokföringsdistrikt i Arvidsjaurs församling som Kjell-Gunnar Johansson, är en svensk författare, översättare, gitarrist, filosofie doktor och tidigare professor i rockmusik vid Musikhögskolan i Piteå. Han har två år i rad tilldelats Spektakulärt pris för Bästa svenska science fiction-roman. I november 2014 tilldelades Johansson Norrbottens läns landstings heders- och förtjänststipendium, i oktober 2015 läromedelsförfattarpriset Lärkan och i december 2016 Piteå kommuns kulturpris.
Johansson är uppvuxen i Södra Sandträsk i Arvidsjaurs kommun. Han blev tidigt intresserad av musik och började 1965 att spela i ett band (med gitarrer byggda i slöjden). Han har studerat vid bland annat Guitar Institute of Technology (GIT) i Hollywood i Kalifornien. Han var i många år verksam som lärare och professor vid Musikhögskolan i Piteå. Där disputerade han 2002 med avhandlingen Can you hear what they're playing? i musikpedagogik. Han hade då i många år arbetat parallellt som översättare tillsammans med hustrun Gunilla Dahlblom och som författare av läroböcker i musik, främst elgitarr. Tillsammans med dottern Jennifer Johansson hade han också börjat skriva hästböcker för barn. Det blev med tiden totalt sju sådana böcker.
2005 gjorde Johansson egen skönlitterär debut med Glastornen, en dystopisk fantasyroman för ungdom. Efter mer än trettio år vid Musikhögskolan tog han 2006 först tjänstledigt och två år senare sade han upp sig. Han kallar sig sedan 2006 ”frilansande skrivare”. 2010 kom en science fiction-roman för vuxna, Googolplex. Han har därefter fortsatt som en mycket produktiv författare och översättare både för barn och för vuxna. Han har även skrivit flera operalibretton och regelbundet spelat i flera coverband.

## Utmärkelser
- 2010: Bästa svenska sf-roman: Googolplex
- 2011: Bästa svenska sf-roman: Chimärerna
- 2013: Vinnare av Mix förlags och SF-bokhandelns stora novelltävling: Innan himlen faller
- 2013: Bästa svenska sf-roman: Samvetsmakaren
- 2014: Norrbottens läns landstings heders- och förtjänststipendium
- 2015: Läromedelsförfattarpriset Lärkan
- 2016: Piteå kommuns kulturpris
- 2018: Arbetarspelens kulturstipendium från Piteå kommun (delat med Mikael Andersson, för Just när du trodde allt var över, boken om Ripp-Rock)

### Musikböcker i urval
- Elgitarr Rock & Blues 1 (1985 och senare)
- Improvisera jazz, blues & rock (1994)
- Rockgruppen (1996), fem böcker för olika instrument, med Sven-Erik Johansson, Micke Långs, Esbjörn Mörtzell och Olle Strandberg
- Rockens historia (1996)
- Jazzens historia (1996)
- Real Rock Book 1 (1999)
- Beatles harmoniska språk (1998)
- Rockens århundrade (1999)
- Arrboken (1999), med Hans Hjortek
- Tio nedslag i 1990-talets rockharmonik (2000)
- Gitarrackord (2000 och senare)
- Can you hear what they're playing? A study of strategies among ear players in rock music (2002), doktorsavhandling
- Real Rock Classics (2004), med Hans Hjortek
- Real Swedish Book (2006), med Hans Hjortek
- Real Bass Book (2006), med Sven-Erik Johansson
- Jazzin’ (2008), åtta böcker för olika instrument, med Hans Hjortek
- Ukulelekomp (2008), med Jan-Olof Eriksson
- Real Soul Book (2009)
- Stora gitarrboken (2010)
- Kanonljud (2013)
- Alla tiders musikhistoria (2017)
- Just när du trodde allt var över (2018), med Mikael Andersson

### Skönlitteratur
- Glastornen (2005)
- Det sista kriget (2007)
- Spelet (2008)
- Kråkmästaren (2008)
- Frukost i skymningen (2009)
- Googolplex (2010)
- Nivå 13 (2010), lättläst version
- Varning: Framtid (2010), två lättlästa noveller
- Adam och koderna (2011)
- Feedback (2011)
- Chimärerna (2011)
- Lisa och de Andra (2011)
- Gravliden (2012), e-bok
- De drömmande städerna (2012)
- Rock and roll (2012)
- Insekternas värld (2012), e-bok
- Kärlekssekten (2012), e-bok
- De gröna demonerna (2012), e-bok
- Bortom Alpha Centauri (2013), e-bok
- Smart för en dag (2013)
- Samvetsmakaren (2013), trilogi i ett band: Samvetsmakaren, Under den döende stjärnan och Omega
- Nivå 13 (2014), fullängdsversion
- Africka (2014)
- Fyra kvinnor, fyra flickor (2015), novellsamling
- Hackaren (2015)
- Den enda dåliga människan i världen (2015)
- Biotika (2015)
- Tim och Ayda: hemliga agenter (2016)
- Svarthunden (2016)
- Nivå 1000 (2016)
- De mörka kontinenterna (2016)
- Staden under jorden (2017)
- Tosh (2017)
- Nivå: Panik (2017)
- Under underjorden (2018)
- Beatrice (2018)
- Nollpunkten (2018)
- Ett slags frihet (2019)
- Arkitekterna (2019)
- Hotet under havet (2019)

### Med Jennifer Johansson
- Jakten på Trocadero (2000)
- Spökstallets gåta (2001)
- Anneli tar en chans (2002)
- Festival! (2003)
- Jag vill ha Stella (2004)
- Strapatser i sadeln (2011)
- Drömhästen (2011)
- Det vita stoet (2012)